# Асоциация на индустриалния капитал в България
Асоциацията на индустриалния капитал в България (АИКБ) е организация на български работодатели. Учредена е през 1996 г. и в нея членуват над 10 000 предприятия, осигуряващи работа на 500 000 души, както и над 80 браншови камари. Разполага с мрежа от регионални камари в 171 общини. Застъпва се за интересите на малкия и среден бизнес.

## Мисия и приоритети
Според АИКБ, тя е говорител и пълномощник на 10 000 предприятия от реалния производствен сектор и "... защитава интересите на своите членове пред изпълнителната и законодателната власт на национално и европейско равнище, оказва влияние върху разработването на нормативната база и върху политиките в икономическия сектор, работи системно за повишаване конкурентоспособността на българските предприятия, за създаване на благоприятна бизнес среда и стимулиране на икономиката като цяло".

## Участие във важни обществено-икономически процеси и събития
Асоциацията се противопоставя на увеличаването на цените на електроенергията от 1 август 2015 г. и организира мащабни протести срещу него, заедно с останалите работодатели. Блокира нотифицирането на Наредбата за подпомагане на енергоинтензивните потребители заради текстове, дискриминиращи малките и средни предприятия. Допринася за премахването на ограниченията за притежаване на земя от публичните дружества, заложени в Закона за стопанисване и ползване на земеделските земи.
АИКБ играе възлова роля при решението за създаване на „защитени“ специалности в професионалното образование. Така се отваря възможност в ценни и дефицитни, но непопулярни специалности да се сформират и по-малобройни паралелки и да се обучават нужни на българската индустрия кадри. Същевременно, оказва постоянен натиск за пренасочване на средства във висшето образование към технически и инженерни специалности, както и към изучаващите фундаментални науки като математика, физика и химия.
Запазена марка на Асоциацията е нейната борба за ограничаване на неформалната („сива“) икономика. В тази си дейност АИКБ прави всичко – от измерването на мащаба на „сивата“ икономика, през предоставяне на информация, консултации и обучения, до предлагане на нормативни мерки и административни практики срещу нея. От 2009 г. измерва размера на светлата част на българската икономика и анализира тенденциите в промените му, посредством авторски индекс „Икономика на светло“.
Асоциацията участва в повече от 40 институционални форми на тристранно сътрудничество, а браншови организации – нейни членове, са основни фактори в колективното договаряне на отраслово ниво. Организацията е основен модератор в преговорите между социалните партньори с решаващ принос за подготвянето и подписването на Пакта за социално и икономическо развитие на България 2006 – 2009 г. и с ключова роля при подписването на споразумението за препоръчителния индекс за увеличение на работните заплати през 2007 година.
В развитието си АИКБ е последователна в провежданите политики и действия, надгражда постигнатото и е равно отдалечена от всички политически сили. Като единствена организация, обединяваща публичните компании в страната, е системно ангажирана с развитието на капиталовия пазар и полага усилия за положително възприемане на статута на емитентите. В тази насока организацията работи в тясно сътрудничество с инвестиционната общност и с институции както на национално, така и на европейско равнище.

## Международна дейност
В международен план, Асоциацията е член на Европейския център на работодателите и предприятията с публично участие и предприятията, предоставящи услуги от общ интерес (CEEP). Чрез това членство АИКБ черпи опит и привнася в българската социално-икономическа среда най-доброто от европейския икономически модел, включително и от социалното партниране, тъй като CEEP е директен участник в европейския диалог.
Влиянието върху разработването на политики и структурирането на успешни мерки и добри практики се осъществява и чрез участието на АИКБ както в Европейския икономически и социален съвет, така и в Икономическия и социален съвет на Република България.
АИКБ е регистрирана с номер 273024925674-69 в Регистъра за прозрачност на Европейския съюз. Регистърът за прозрачност е един от основните инструменти за осъществяване на ангажимента на Европейската комисия за яснота в отношенията с представителите на интереси. Той обхваща всички дейности, извършвани с цел да се повлияе на законотворчеството и изпълнението на политиките и процесите в институциите на ЕС.

## Ротационно председателство
АИКБ поема за четвърти път ротационното председателство на Асоциацията на организациите на българските работодатели (АОБР) през 2017 г. и в тази си роля координира усилията на работодателските организации при техния диалог с правителство и синдикати. В средносрочна перспектива, продължава да работи за подобряване на бизнес средата и формиране на социално-икономически климат, доближаващ се до най-добрите световни практики, за да се осигурят в България условия за ускорен икономически растеж.
Асоциацията е и единствен от българска страна член на Международния координационен съвет на организациите на работодателите (МКСОР), обединяващ представителни организации от Централна и Източна Европа и Азия, и председателства МКСОР през 2016 година.